# Serrana negra
La serrana negra, también denominada serrana soriana, es una raza española de ganado bovino. Constituida por un conjunto de animales de morfología uniforme está actualmente considerada como raza autóctona de protección especial en el catálogo oficial de razas de España, así como raza en peligro de extinción incluida en el anexo 3 del Real Decreto 51/1995 de 20 de enero del Ministerio de Agricultura, Pesca y Alimentación.

## Historia
El ganado serrano como genuino representante del tronco negro-ibérico ocupó en el pasado las depresiones del valle del Ebro, Duero y nacimiento del Tajo. Penetrando por la Mancha hasta Andalucía. Desde el Prepirineo Aragonés y Catalán se adentraba en el interior del reino de Valencia. El éxito de estos bovinos se debió en parte a su tremendísima rusticidad que en palabras de Sierra Alfranca define como: "Bovinos negros, tremendamente rústicos, serranos o mesetarios, y que se extienden por todas las zonas altas del interior de nuestro país".El apogeo y extensión de esta raza coinciden en gran medida con el apogeo de los reinos Castellanos y Aragoneses durante la reconquista. En su afán expansionista estos bovinos rústicos fueron ideales y muy propios para labrar nuevas extensiones hasta aquellos momentos ocupadas por extensos bosques de robles, encinas y sabinares. Durante el siglo XVII el ganado negro se extendía por la mayoría de ferias de su basta área de distribución. 
Estas características unidas a su capacidad dinamógena propiciaron el nacimiento de una actividad comercial fundamentada en los bueyes: La Carretería. Que dio origen a la Junta y Hermandad de la Cabaña Real de Carreteros Soria-Burgos. La Trashumancia probablemente también influyó sobremanera en la extensión de esta raza.
Aunque es en el siglo XVIII, cuando lentamente se puede apreciar un lento proceso de sustitución de estos bovinos negros en las tareas de labranza, penetrando poco a poco en el campo aragonés y castellano un nuevo animal. Las mulas eran menos fuertes pero más veloces y consumían menos alimentos.
Esta gran familia bovina hasta esta fecha fue conocida como Vaca Española, aunque poco a poco fue cediendo su protagonismo en favor de las mulas en las zonas más productivas de la depresión del Ebro en el interior de Cataluña.

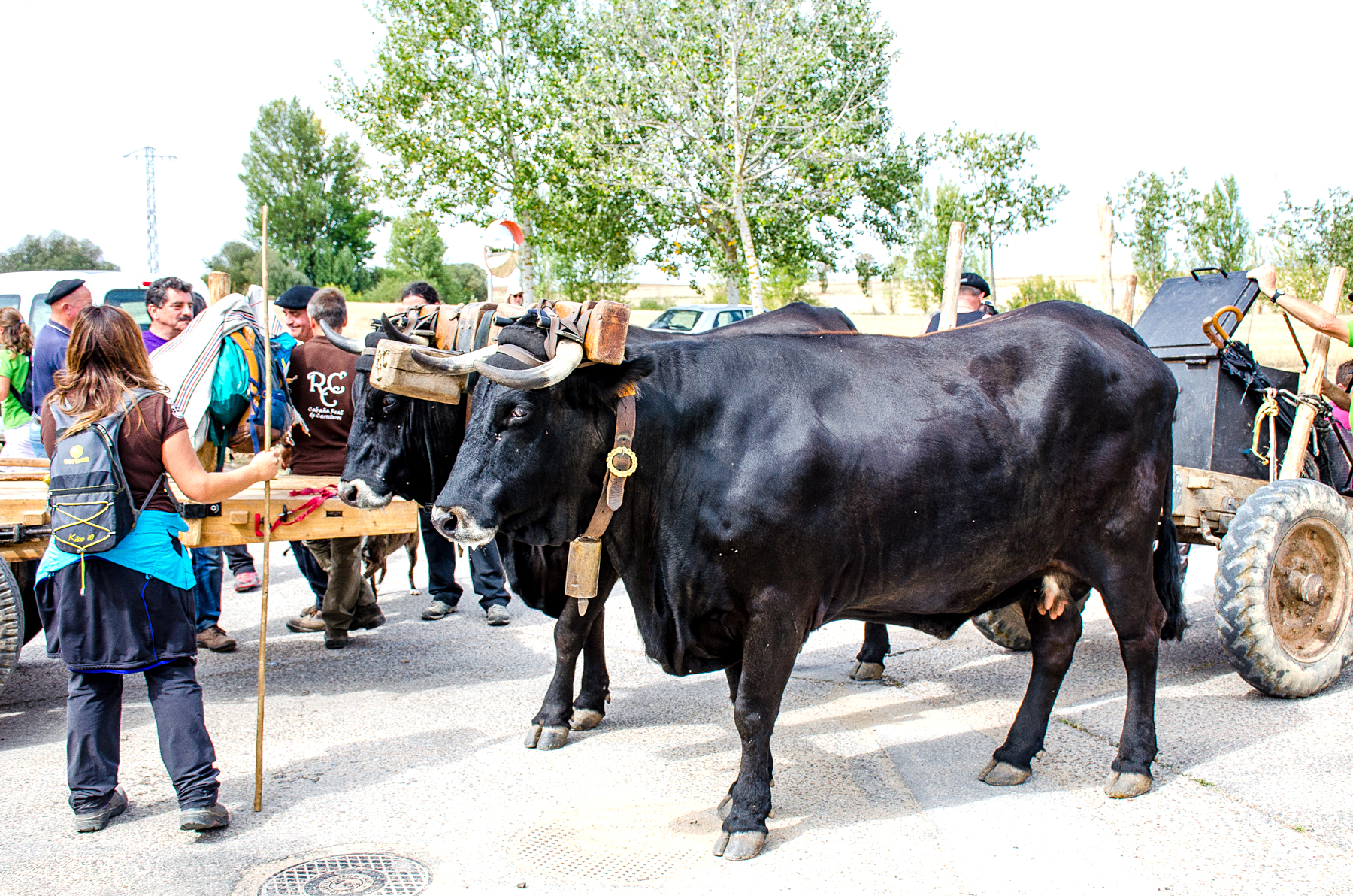
Yunta de vacas de raza serrana negra.

Poco a poco los bovinos retroceden de estas áreas y durante el siglo XIX tan sólo se encuentran de manera generalizada en las provincias de Castilla y en las comarcas montañosas del Bajo Aragón e interior de la Comunidad Valenciana. Es durante periodo en que empiezan a generalizarse los nombres de raza Ibérica, raza castellana y raza serrana. 
Entrados en el siglo XX, las vacas negras están en franco retroceso, tan solo pueden encontrarse en las grandes comarcas forestales interiores y sus zonas de influencia, donde se hace necesario este motor de fuerza para las tareas de aprovechamiento forestal. Los bueyes sin embargo siguen acudiendo a la mayoría de ferias regionales. 
Tras la continua disolución de su área de distribución aparecen nuevas formas de referirse a estos bovinos: avileña, serrana Ibérica, serrana soriana, serrana pinariega, serrana del Maestrato, etc. Las yuntas de labranza habían perdido protagonismo frente a las mulas . Otra actividad como el transporte de mercancías también vería muy disminuida su importancia con la aparición del transporte rodado de combustión. 
En 1933 se inicia el libro Genealógico de la raza Avileña, sin embargo esta denominación dejaba fuera de juego a las demás poblaciones de vacas serranas negras que poblaban el resto de comarcas montañosas de su antigua área de distribución. En 1980 es necesario modificar la denominación de «raza avileña» por la de "Avileña-Negra ibérica". A pesar de estos esfuerzos por unificar bajo una única denominación a todas las poblaciones de ganado serranas negras, poco a poco van definiéndose una serie de poblaciones locales muy distantes de la provincia de Ávila. En la provincia de Orense se crea la Asociación de Criadores de Raza Bovina Caldelana, en Andalucía occidental se defina la raza negra andaluza. En Zamora se crea en 1982 la Asociación Nacional de Criadores de Ganado Vacuno Selecto de raza sayaguesa. En 1987, Sierra Alfranca alertaba del peligro que representaba la desaparición de los últimos ejemplares serranos negros de la provincia de Teruel:
"La raza serrana negra incluida legalmente en este extraño cajón de sastre denominado Avileña - Negra ibérica. Nuestra primera puntualización sería que, aún admitiendo la denominación genérica ya citada, se debería reconocer al menos la existencia de diversas variedades en su interior que desde siempre se consideraron razas diferentes".
Finalmente, el 21 de marzo de 2000 de la Consejería de Agricultura y Ganadería de la Comunidad Autónoma de Castilla y León (B.O.C y L., nº 65, de 2 de abril), crea el libro genealógico y de comprobación de rendimientos de la raza bovina serrana negra y aprueba su funcionamiento en el ámbito territorial de la misma. 
Se entiende por serrana soriana, la variedad de vaca serrana Negra que desde la antigüedad pobló la provincia de Soria.

## Distribución
Descendería del Bos braquiceros y habría poblado la práctica totalidad de la serranías de la Cordillera Ibérica. En la actualidad se localiza en las zonas montañosas de Soria y Burgos.

## Descripción
Son vacunos de perfil recto-subcóncavo y subelipométricos, con pesos de 400 a 550 kg, en la hembras y de 700 a 800 en los machos. Su conformación es deficiente, con el dorso hundido, el tercio anterior desarrollado, el posterior escurrido y la grupa mal conformada. Prsentan encornaduras bien desarrolladas en gancho abierto. La capa es oscura: negra o castaña oscura, con mucosas, pitones y pezuñas de coloración negra, y frecuentes degradaciones periféricas, así como orla plateada en el hocico.
Son animales muy rústicos y muy bien adaptados al pastoreo en las duras condiciones de montaña. Su rendimiento cárnico es muy bajo, pero es una buena madre para aprovechas pastos difíciles mediante cruce industrial.